# Empfangsfunkstelle Eschborn
Die Empfangsfunkstelle Eschborn war eine Anlage der Deutschen Bundespost in Eschborn bei Frankfurt am Main, welche der Überseetelefonie diente und am 30. August 1948 in Betrieb ging. Die Anlage verwendete im Jahr 1957 34 Rhombusantennen und diente hauptsächlich den US-Soldaten für die Telefonie in die Heimat, aber auch für Telefonverbindungen nach Afrika und Asien. Allerdings übernahmen in den 1960er Jahren vermehrt Telefonkabel die Aufgabe der Telefonübertragung im Kurzwellenbereich, weswegen die Anlage 1972 stillgelegt wurde.